# لیگ فوتبال استان تهران
لیگ فوتبال استان تهران که در گذشته با نام‌های مسابقات قهرمانی باشگاه‌های تهران و جام باشگاه‌های تهران شناخته می‌شد، که در گذشته بالاترین سطح فوتبال در کشور بوده لیگ برتر بزرگسالان تهران در پنجمین سطح از فوتبال ایران و بعد از لیگ دسته چهارم فوتبال ایران قرار دارد. قهرمان این جام به مسابقات کشوری لیگ دسته چهارم فوتبال ایران راه می‌یابد و جواز حضور در جام حذفی را کسب می‌کند. این لیگ که نخستین دوره آن در ۱۲۹۹ برگزار شد، قدیمی‌ترین لیگ فوتبال در ایران است.
باشگاه باشگاه فوتبال استقلال (تاج تهران) با ۱۳ قهرمانی در این لیگ، پرافتخارترین تیم این تورنمنت محسوب می‌شود. نخستین دوره رسمی مسابقات جام باشگاه‌های تهران در ۱۳۰۲ برگزار شد و تا پیش از برگزاری مسابقات فوتبال سراسری در ۱۳۴۹ خورشیدی، سطح اول فوتبال ایران و بالاترین سطح فوتبال ایران محسوب می‌شد و مهم‌ترین تیم‌های باشگاهی و بازیکنان اصلی تیم ملی ایران در این مسابقات شرکت می‌کردند و در سال ۱۳۴۹، قهرمان این مسابقات، تیم تاج، به عنوان نماینده ایران راهی مسابقات باشگاهی قهرمانی آسیا ۱۹۷۰ شد. این لیگ در دهه ۶۰ نیز با برگزار نشدن لیگ سراسری در ایران به علت جنگ تحمیلی، دوباره به سطح اول فوتبال ایران و مهم‌ترین لیگ ایران تبدیل شد. این مسابقات در ساختار فوتبال ایران این مسابقات همواره با تنزل سطح رو به رو شده به‌طوری‌که از بالاترین سطح در سال‌های دهه ۱۳۶۰ به سطح پنجم در دهه ۱۳۸۰ تنزل پیدا کرده‌است. با این وجود در سال‌های ۱۳۵۰، ۱۳۶۸ و ۱۳۷۰ و در کنار برگزاری مسابقات سراسری در ایران، جام باشگاه‌های تهران با شرکت تیم‌های اصلی تهران و به موازات مسابقات سراسری برگزار شد و ارزش خیلی بالایی داشت.
لیگ فوتبال تهران در طی تاریخش با تغییرات فراوانی مواجه شده، از جمله تعداد تیم‌های حاضر در لیگ، نحوه برگزاری مسابقات، زمان آغاز و پایان مسابقات و این لیگ هیچ‌گاه قالب ثابتی نداشت. همچنین این لیگ در سال‌های زیادی همچون ۱۳۲۹، ۱۳۳۴، ۱۳۳۷ و ۱۳۴۲ برگزار نشد یا در سال‌های همچون ۱۳۴۳، ۱۳۵۰، ۱۳۵۸، ۱۳۵۹ و ۱۳۶۳ نیمه‌کاره رها شد.

## پیشینه

### ۱۳۰۰–۱۲۸۵: پیش‌درآمد
بر اساس روایات شفاهی انگلیسی‌های ساکن تهران و شاغل در بانک شاهنشاهی و کمپانی تلگراف هند و اروپا حداقل از ۱۲۸۵ خورشیدی مسابقات فوتبال را بین خود برگزار می‌کردند. سفارت انگلستان در تهران برگزاری این مسابقات را بر عهده داشت و توپ فوتبال را نیز وارد ایران می‌کرد. نخستین تیم‌های انگلیسی تیم‌های بانک شاهنشاهی، تیم سفارت انگلستان، تلگراف‌خانه و سه تیم دیگر بودند. این تیم‌ها در فاصله ۱۲۹۴ تا ۱۳۰۰ مسابقات باشگاهی بین خودشان برگزار کردند که محل برگزاری این مسابقات میدان مشق بود. در آخرین سال‌های این دوره مسابقاتی بین تیم‌های انگلیسی و تیم‌هایی منتخب از بازیکنان ایرانی شکل گرفتند. تیم بانک شاهنشاهی در سال‌های ۱۳۰۱ و ۱۳۰۲ این مسابقات را فتح کرد. کلوب ایران نخستین تیم ایرانی بود که در ۱۲۹۹ شکل گرفت. این تیم در ۱۲۹۹ به دیدار فینال این مسابقات نیز رسید.

### ۱۳۲۴–۱۳۰۰: سال‌های نخستین

تصویر روی جلد هفته‌نامه اطلاعات هفتگی از دیدار فینال مسابقات باشگاه‌های تهران ۲۱–۱۳۲۰ در اردیبهشت ۱۳۲۱

در ۱۳۰۰ نخستین سازمان و تشکیلات فوتبال در ایران با نام انجمن ترقی و ترویج فوتبال به وجود آمد. این سازمان توسط افرادی چون ابوالفضل صدری، میرباقر عظیمی و سیدمحمد تدین که از نخستین معلمان ورزش کشور محسوب می‌شدند تشکیل شد. از این سال به بعد انجمن هر ساله در کنار ثبت نام باشگاه‌ها و تیم‌های جدید، برگزاری مسابقه‌های فوتبال را برعهده گرفت و با تدوین و ترجمه «قوانین فوتبال» در جهت ایجاد نظم و قانونمند کردن فوتبال در ایران گام برداشت. در همان زمان و در ۱۳۰۰ نخستین تیم‌های فوتبال ایرانی شکل گرفتند: کلوپ تهران، تیم طوفان و ارامنه اسپرت. در سال‌های نخستین این تیم‌ها به همان سرعتی که شکل می‌گرفتند نیز از بین می‌رفتند. در ۱۳۰۲ نخستین دوره مسابقات رسمی باشگاه‌های تهران با همت انجمن ترقی و ترویج فوتبال و با حضور سه تیم کلوب ایران، طوفان و ارامنه اسپرت برگزار شد که با قهرمانی کلوب ایران خاتمه یافت. در ۱۳۰۳ دو تیم دیگر اجتماعیون و شعاع به جمع این سه تیم اضافه شدند و باز هم کلوب ایران قهرمان شد. در ۱۳۰۴ دو تیم کلوپ تهران و انگلیسی‌های مقیم ایران به فینال رسیدند. بازی فینال در حضور رضا شاه برگزار شد و تیم ایرانی توانست با نتیجه ۲–۱ بر رقیب انگلیسی پیروز شود. در ۱۳۰۵ تیم دیگری با نام تیم ایران تشکیل شد و توانست تا ۱۳۰۷ قهرمان مسابقات فوتبال تهران شود. در ۱۳۰۸ تیم منتخبی از بهترین بازیکنان حاضر در تیم‌های مسابقات باشگاهی تهران با تیم منتخب بادکوبه (باکو کنونی) شوروی دیدار کرد این تیم با وجود آن‌که منتخبی از بهترین بازیکنان آن زمان فوتبال تهران بود در این بازی شکست سختی خورد. این شکست باعث سرخوردگی عمومی بین فوتبالیست‌ها و فوتبال دوستان تهران شد به طوری که مسابقات باشگاه‌های تهران تا ۱۳۱۱ برگزار نشد.
در ۱۳۱۲ برگزاری این مسابقات از سر گرفته شد و سه تیم ایران، شعاع و روئین‌تن در این مسابقات حاضر بودند. در سال‌های دهه ۱۳۱۰ تیم‌های نوینی در فوتبال تهران پدید آمدند که از میان آن‌ها می‌توان به تدین، سرباز و دارایی اشاره کرد. این تیم‌ها موفق شدند چند دوره قهرمان مسابقات تهران نیز بشوند. از ۱۳۱۸ و با تأسیس ورزشگاه امجدیه مسابقات تهران رونق دوچندانی گرفت و تماشاگران بیشتری برای تماشای بازی‌های این تیم‌ها به ورزشگاه آمدند. در مسابقات فصل ۲۱–۱۳۲۰ محمدرضا پهلوی شاه جوان ایران به همراه فوزیه ملکه ایران برای تماشای دیدار فینال به ورزشگاه امجدیه رفتند.

### ۱۳۵۱–۱۳۲۵: تثبیت و گسترش جام باشگاه‌های تهران

تصویری از دیدار فینال جام باشگاه‌های تهران ۴۸–۱۳۴۷ بین دو تیم تاج و پاس

از میانه‌های دهه ۱۳۲۰ و با پایان گرفتن جنگ جهانی دوم، بازگشت نسبی آرامش به تهران اشغال شده و تأسیس فدراسیون فوتبال ایران در ۱۳۲۵ مسابقات باشگاه‌های تهران با جدیت بیشتری دنبال شدند. در این زمان تیم‌های اولیه فوتبال تهران همگی منحل شده بودند و تیم‌های نوینی همچون شاهین و دوچرخه‌سواران در مسابقات حضور داشتند. این تیم‌های در کنار تیم‌هایی همچون سرباز، دارایی و طوفان تیم‌های اصلی فوتبال تهران در دهه ۱۳۲۰ را شکل دادند. از سال‌های میانی این دهه و همزمان با گسترش و ریشه دواندن فوتبال در جامعه ایران تماشاگران بیشتری به ورزشگاه‌ها آمدند و تیم‌های باشگاهی کم‌کم طرفداران اختصاصی خود را نیز یافتند.
با آغاز دهه ۱۳۳۰ و با نزول یا انحلال تیم‌های دارایی و سرباز تیم تاج تبدیل به قدرت برتر جام باشگاه‌های تهران شد به گونه‌ای که از ۸ دوره مسابقات برگزار شده در دهه ۱۳۳۰ (جام باشگاه‌های تهران در سال‌های ۱۳۳۴ و ۱۳۳۷ برگزار نشد) تاج ۵ جام را از آن خود کرد. در ۳ دوره دیگر مسابقات این دهه شاهین، نادر و شعاع توانستند عنوان‌های قهرمانی را از آن خود کنند. در این سال‌ها رقابت تاج و شاهین به اوج خودش رسید و در فصل‌های ۱۳۳۰ و ۱۳۳۵ دو تیم فینال‌های متوالی و پرشماری را برگزار کردند.
از آغاز دهه ۱۳۴۰ تیم دارایی مجدداً توانست عنوان قهرمانی را از آن خود کند. در سال‌های ۱۳۴۲ و ۱۳۴۳ به دلایلی همچون برگزاری مسابقات مقدماتی المپیک و به دنبال آن حضور تیم ملی فوتبال ایران در المپیک ۱۹۶۴ توکیو مسابقات باشگاهی تهران برگزار نشد یا نیمه‌کاره رها شد. در سال‌های این دهه رقابت‌های باشگاهی ابعاد تازه‌ای به خود گرفت و مدیران و روسای فدراسیون فوتبال که هر یک از بازیکنان سابق تیم‌های حاضر در این رقابت‌ها بودند سعی داشتند با اعمال نفوذ و قدرت جلوی قهرمانی و موفقیت تیم‌های دیگر را بگیرند و پروانه فعالیت تیم شاهین در میانه برگزاری مسابقات سال ۱۳۴۶ لغو شد و این تیم از فعالیت بازماند. در بهار ۱۳۴۷ نیز تیم دارایی توسط مدیرعاملش منحل شد. بدین ترتیب برای برگزاری مسابقات ۴۸–۱۳۴۷ ۵۸ تیم در ۱۲ گروه مرحله مقدماتی حاضر شدند تا تکلیف تیم‌های دسته‌های اول و دوم و سوم مشخص شود اما ادامه رقابت‌های این فصل در تابستان ۱۳۴۸ برگزار شد و با قهرمانی تاج پایان یافت تا بعد از حدود دو سال فوتبال تهران قهرمان خود را بشناسد.
در سال ۱۳۵۱ و با برنامه‌های نوین فدراسیون فوتبال ایران قرار شد مسابقات سراسری به شکل لیگ و بازی‌های رفت و برگشتی و با نام جام تخت‌جمشید انجام شود و از میان دوازده تیم حاضر در این رقابت‌ها شش تیم از بین تیم‌های تهرانی انتخاب شوند. بدین ترتیب مسابقات جام باشگاه‌های تهران ۱۳۵۱ عنوان مسابقات انتخابی جام تخت‌جمشید ۱۳۵۲ را نیز داشت.

### ۱۳۵۷–۱۳۵۲: سال‌های جام سراسری
با برگزاری منظم و ادامه‌دار نخستین لیگ واقعی فوتبال در ایران در ۱۳۵۲ مسابقات جام باشگاه‌های تهران عملاً به حاشیه رانده شد چرا که تمام تیم‌های اصلی تهران در جام تخت جمشید شرکت می‌کردند. با این وجود قهرمان تهران هنوز اجازه صعود مستقیم به جام تخت جمشید را داشت و تیم‌های هما، دارایی و شهباز توانستند با قهرمانی در مسابقات سال‌های ۱۳۵۲، ۱۳۵۳ و ۱۳۵۴ به جام تخت جمشید وارد شوند. در این زمان تقریباً نیم قرن از برگزاری مسابقات قهرمانی تهران می‌گذشت اما هنوز هم نابودی و انحلال تیم‌های قدیمی‌تر و شکل‌گیری تیم‌های تازه از ویژگی‌های اصلی این مسابقات بود.

### ۱۳۷۰–۱۳۵۸: اهمیت دوباره مسابقات

در دهه ۱۳۶۰ و در پی تعطیلی مسابقات سراسری فوتبال در ایران مسابقات باشگاه‌های تهران تبدیل به مهم‌ترین بازی‌های فوتبال در ایران شدند.

سرانجام با عدم برگزاری لیگ سراسری جام باشگاه‌های تهران با حضور چهارده تیم از سال شصت آغاز شد، تیم هما در سال ۱۳۶۰ قهرمان و پرسپولیس نیز در سال ۱۳۶۱ برای اولین بار قهرمان این جام و استقلال در سال ۱۳۶۲ قهرمان این مسابقات شدند. دیدار استقلال و پرسپولیس در جام باشگاه‌های تهران ۱۳۶۲ که با تک گل پرویز مظلومی به سود استقلال خاتمه یافت با بیش از ۱۲۰٬۰۰۰ هزار تماشاگر یکی از حساس‌ترین بازی‌های تاریخ این مسابقات بود. در سال ۱۳۶۳ پس از جنجال بازی تیم‌های پرسپولیس و پاس، کل بازی‌ها تعطیل گردید و مسابقات در آن سال دنبال نگردید. اما در سال ۱۳۶۴ که بازی‌ها در دو گروه ده تیمی دنبال شد، سرانجام تیم‌های استقلال و شاهین به فینال رسیدند که در نهایت استقلال با درخشش ناصر حجازی در ضربات پنالتی حریف را شکست داد و قهرمان شد. پنج سال پی در پی از ۱۳۶۵ تا ۱۳۶۹  پرسپولیس به قهرمانی رسید.
در سال ۱۳۷۰ جام باشگاه‌های تهران با رقابت تنگاتنگ سرخابی‌ها همراه بود که مجدداً استقلال قهرمان گردید. در سال ۱۳۷۰ تیم‌های اصلی تهران بعد یک فصل به‌طور هم‌زمان در جام آزادگان و جام باشگاه‌های تهران شرکت کردند اما از فصل بعد، ۱۳۷۱، این تیم‌ها دیگر در مسابقات جام باشگاه‌های تهران شرکت نکردند و این مسابقات با نزول تماشاگر و سطح‌اش در هرم فوتبال ایران عملاً به حاشیه رانده شد.

## قهرمانان

### ۱۳۰۱–۱۲۹۹
| دوره | سال برگزاری | قهرمان                | دوم        | سوم | بهترین گل‌زن | بهترین گل‌زن | منبع  | توضیحات      |
| دوره | سال برگزاری | قهرمان                | دوم        | سوم | نام         | تعداد گل    | منبع  | توضیحات      |
| ---- | ----------- | --------------------- | ---------- | --- | ----------- | ----------- | ----- | ------------ |
|      | ۱۲۹۹        | انگلیسی‌های مقیم ایران | کلوپ ایران |     |             |             | [ ۲ ] | [ پانویس ۴ ] |
|      | ۱۳۰۰        |                       |            |     |             |             |       |              |
|      | ۱۳۰۱        | بانک شاهنشاهی         |            |     |             |             | [ ۸ ] |              |

### ۱۳۵۱–۱۳۰۲: بالاترین سطح فوتبال ایران

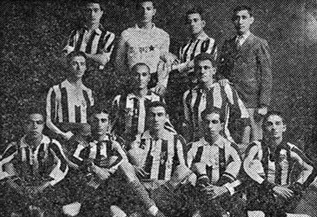
کلوب تهران قهرمان جام باشگاه‌های تهران ۱۳۱۶

دارائی قهرمان جام باشگاه‌های تهران ۱۳۲۶

تاج قهرمان جام باشگاه‌های تهران ۱۳۳۵

پیکان قهرمان جام باشگاه‌های تهران ۱۳۴۸

| دوره | سال برگزاری | قهرمان                                                              | دوم                                                                 | سوم                                                                 | بهترین گل‌زن                                                         | بهترین گل‌زن                                                         | منبع          | توضیحات      |
| دوره | سال برگزاری | قهرمان                                                              | دوم                                                                 | سوم                                                                 | نام                                                                 | تعداد گل                                                            | منبع          | توضیحات      |
| ---- | ----------- | ------------------------------------------------------------------- | ------------------------------------------------------------------- | ------------------------------------------------------------------- | ------------------------------------------------------------------- | ------------------------------------------------------------------- | ------------- | ------------ |
|      | ۱۳۰۲        | بانک شاهنشاهی                                                       | کلوپ ایران                                                          |                                                                     |                                                                     |                                                                     | [ ۲ ] [ ۸ ]   | [ پانویس ۵ ] |
|      | ۱۳۰۳        | کلوپ ایران                                                          | اسپرت ارامنه                                                        |                                                                     |                                                                     |                                                                     |               |              |
|      | ۱۳۰۴        | کلوپ تهران                                                          | انگلیسی‌های مقیم ایران                                               |                                                                     |                                                                     |                                                                     | [ ۲ ]         |              |
|      | ۱۳۰۵        | تیم ایران                                                           |                                                                     |                                                                     |                                                                     |                                                                     |               |              |
|      | ۱۳۰۶        | تیم ایران                                                           | مدرسه نظام                                                          |                                                                     |                                                                     |                                                                     |               |              |
|      | ۱۳۰۷        | تیم ایران                                                           | مدرسه نظام                                                          |                                                                     |                                                                     |                                                                     | [ ۸ ]         |              |
|      | ۱۳۰۸        | مسابقات برگزار نشد                                                  | مسابقات برگزار نشد                                                  | مسابقات برگزار نشد                                                  |                                                                     |                                                                     |               |              |
|      | ۱۳۰۹        | مسابقات برگزار نشد                                                  | مسابقات برگزار نشد                                                  | مسابقات برگزار نشد                                                  |                                                                     |                                                                     | [ ۸ ]         |              |
|      | ۱۳۱۰        | تدین                                                                |                                                                     |                                                                     |                                                                     |                                                                     | [ ۸ ]         |              |
|      | ۱۳۱۱        | تدین                                                                | مدرسه نظام                                                          |                                                                     |                                                                     |                                                                     | [ ۸ ]         |              |
|      | ۱۳۱۲        | تدین                                                                | طوفان                                                               |                                                                     |                                                                     |                                                                     |               |              |
|      | ۱۳۱۳        | توفان                                                               | تهران                                                               |                                                                     |                                                                     |                                                                     |               |              |
|      | ۱۳۱۴        | توفان                                                               | منصور (اسپرت ارامنه)                                                |                                                                     |                                                                     |                                                                     |               |              |
|      | ۱۳۱۵        | نیکنام                                                              | تهران                                                               |                                                                     |                                                                     |                                                                     |               |              |
|      | ۱۳۱۶        | تهران                                                               | ورزشگران                                                            |                                                                     |                                                                     |                                                                     |               |              |
|      | ۱۳۱۷        | طوفان تدین                                                          | سرباز                                                               |                                                                     |                                                                     |                                                                     |               |              |
|      | ۱۳۱۸        | سرباز                                                               | دارایی                                                              |                                                                     |                                                                     |                                                                     | [ ۸ ]         |              |
|      | ۱۳۱۹        | سرباز                                                               | نیکنام                                                              |                                                                     |                                                                     |                                                                     |               |              |
|      | ۲۱–۱۳۲۰     | دارایی                                                              | طوفان                                                               |                                                                     |                                                                     |                                                                     | [ ۶ ]         | [ پانویس ۶ ] |
|      | ۱۳۲۱        | دارایی                                                              | تدین                                                                |                                                                     |                                                                     |                                                                     |               |              |
|      | ۲۳–۱۳۲۲     | طوفان                                                               | دارایی                                                              |                                                                     |                                                                     |                                                                     | [ ۹ ]         |              |
|      | ۱۳۲۳        | مسابقات برگزار نشد                                                  | مسابقات برگزار نشد                                                  | مسابقات برگزار نشد                                                  | مسابقات برگزار نشد                                                  |                                                                     |               |              |
|      | ۲۵–۱۳۲۴     | توفان                                                               | دارایی                                                              |                                                                     |                                                                     |                                                                     | [ ۱۰ ]        |              |
|      | ۱۳۲۵        | سرباز                                                               | دوچرخه‌سواران                                                        | شاهین                                                               |                                                                     |                                                                     | [ ۱۱ ]        |              |
|      | ۱۳۲۶        | دارایی                                                              | شاهین                                                               | دوچرخه‌سواران                                                        |                                                                     |                                                                     | [ ۱۲ ] [ ۱۳ ] |              |
|      | ۱۳۲۷        | دارایی                                                              | شاهین                                                               |                                                                     |                                                                     |                                                                     |               |              |
|      | ۱۳۲۸        | تاج                                                                 | شاهین                                                               | دارایی                                                              |                                                                     |                                                                     | [ ۱۰ ]        |              |
|      | ۱۳۲۹        | مسابقات برگزار نشد                                                  | مسابقات برگزار نشد                                                  | مسابقات برگزار نشد                                                  | مسابقات برگزار نشد                                                  | مسابقات برگزار نشد                                                  | [ ۱۰ ]        |              |
|      | ۱۳۳۰        | شاهین                                                               | تاج                                                                 | شرق                                                                 |                                                                     |                                                                     | [ ۱۰ ]        |              |
|      | ۱۳۳۱        | تاج                                                                 | شاهین                                                               | دارایی                                                              |                                                                     |                                                                     | [ ۱۴ ]        |              |
|      | ۱۳۳۲        | نادر                                                                | نیروی هوایی                                                         |                                                                     |                                                                     |                                                                     | [ ۱۰ ]        |              |
|      | ۱۳۳۳        | شعاع                                                                | نیروی هوایی                                                         | شاهین                                                               |                                                                     |                                                                     | [ ۱۰ ]        |              |
|      | ۱۳۳۴        | مسابقات برگزار نشد                                                  | مسابقات برگزار نشد                                                  | مسابقات برگزار نشد                                                  |                                                                     |                                                                     | [ ۱۰ ]        |              |
|      | ۱۳۳۵        | تاج                                                                 | شاهین                                                               | نیروی هوایی                                                         |                                                                     |                                                                     | [ ۱۰ ]        |              |
|      | ۱۳۳۶        | تاج                                                                 | سپه                                                                 | دارایی                                                              |                                                                     |                                                                     |               |              |
|      | ۱۳۳۷        | مسابقات برگزار نشد                                                  | مسابقات برگزار نشد                                                  | مسابقات برگزار نشد                                                  |                                                                     |                                                                     |               |              |
|      | ۱۳۳۸        | تاج                                                                 | دارایی                                                              | شاهین                                                               |                                                                     |                                                                     | [ ۱۰ ]        |              |
|      | ۴۰–۱۳۳۹     | تاج                                                                 | دارایی                                                              | دیهیم                                                               |                                                                     |                                                                     | [ ۱۵ ]        |              |
|      | ۴۱–۱۳۴۰     | دارایی                                                              | شاهین                                                               | تاج                                                                 | بیوک جدی‌کار (تاج)                                                   |                                                                     | [ ۱۶ ]        |              |
|      | ۱۳۴۱        | تاج                                                                 | شاهین                                                               | دارایی                                                              | حمید شیرزادگان (شاهین)                                              | ۱۲                                                                  | [ ۱۴ ]        |              |
|      | ۱۳۴۲        | در دیدار دارایی و شاهین شعار علیه شاه باعث شد جام نیمه کاره رها شود | در دیدار دارایی و شاهین شعار علیه شاه باعث شد جام نیمه کاره رها شود | در دیدار دارایی و شاهین شعار علیه شاه باعث شد جام نیمه کاره رها شود | در دیدار دارایی و شاهین شعار علیه شاه باعث شد جام نیمه کاره رها شود | در دیدار دارایی و شاهین شعار علیه شاه باعث شد جام نیمه کاره رها شود |               |              |
|      | ۱۳۴۳        | مسابقات نیمه کاره رها شد                                            | مسابقات نیمه کاره رها شد                                            | مسابقات نیمه کاره رها شد                                            | مسابقات نیمه کاره رها شد                                            | مسابقات نیمه کاره رها شد                                            |               |              |
|      | ۱۳۴۴        | شاهین                                                               | دارایی                                                              | پاس                                                                 | فریبرز اسماعیلی (شعاع)                                              | ۱۰                                                                  | [ ۱۷ ]        |              |
|      | ۴۵–۱۳۴۴     | پاس                                                                 | دارایی                                                              | عقاب                                                                | جلال طالبی (دارایی)                                                 | ۱۲                                                                  | [ ۱۰ ] [ ۱۷ ] |              |
|      | ۱۳۴۶        | دارایی                                                              | پاس                                                                 | تهران جوان                                                          | علی جباری (تاج)                                                     | ۸                                                                   | [ ۱۷ ]        |              |
|      | ۴۸–۱۳۴۷     | تاج                                                                 | پاس                                                                 | عقاب                                                                | داریوش مصطفوی (تاج)                                                 | ۶                                                                   | [ ۱۸ ]        |              |
|      | ۱۳۴۸        | پیکان                                                               | تاج                                                                 | پاس                                                                 | غلام وفاخواه (عقاب) حسین کلانی (پیکان)                              | ۱۱                                                                  | [ ۱۹ ]        |              |
|      | ۵۰–۱۳۴۹     | تاج                                                                 | پرسپولیس                                                            | پاس                                                                 | صفر ایرانپاک (پرسپولیس)                                             | ۱۵                                                                  |               |              |
|      | ۱۳۵۰        | بعد از برگزاری چهار هفته مسابقات نیمه کاره رها شد                   | بعد از برگزاری چهار هفته مسابقات نیمه کاره رها شد                   | بعد از برگزاری چهار هفته مسابقات نیمه کاره رها شد                   | بعد از برگزاری چهار هفته مسابقات نیمه کاره رها شد                   | بعد از برگزاری چهار هفته مسابقات نیمه کاره رها شد                   |               |              |
|      | ۱۳۵۱        | تاج                                                                 | عقاب                                                                | پاس                                                                 | حسن ابراهیمی (تاج)                                                  | ۱۱                                                                  | [ ۲۰ ]        |              |

### ۱۳۵۲–۱۳۵۷: زیرگروه جام تخت جمشید

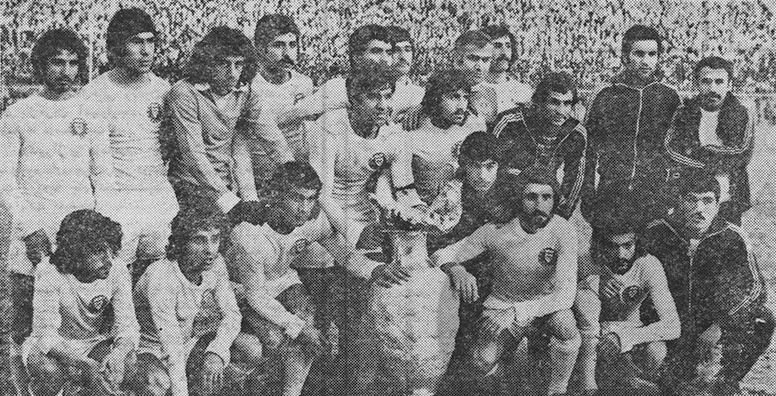
دارایی قهرمان جام باشگاه‌های تهران ۱۳۵۳

| دوره | سال برگزاری | قهرمان  | دوم        | سوم         | بهترین گل‌زن           | بهترین گل‌زن | منبع   | توضیحات |
| دوره | سال برگزاری | قهرمان  | دوم        | سوم         | نام                   | تعداد گل    | منبع   | توضیحات |
| ---- | ----------- | ------- | ---------- | ----------- | --------------------- | ----------- | ------ | ------- |
|      | ۱۳۵۲        | هما     | بوتان      | آرارات      | حبیب علیزاده (هما)    | ۶           | [ ۲ ]  |         |
|      | ۱۳۵۳        | دارایی  | آرارات     | نفت         | اکبر حقیقت (برق)      | ۷           | [ ۲۱ ] |         |
|      | ۱۳۵۴        | شهباز   | اقبال      | نفت         | محمد مایلی‌کهن (نفت)   | ۸           | [ ۲ ]  |         |
|      | ۱۳۵۵        | دژبان   |            |             |                       |             | [ ۲ ]  |         |
|      | ۱۳۵۶        | اکباتان | شهپر       | کارگران     | منصور ضرابی (اکباتان) | ۱۰          | [ ۲ ]  |         |
|      | ۱۳۵۷        | آکام    | کشت و صنعت | صنایع نظامی | هوشنگ حمیدزاده (آکام) | ۱۰          | [ ۲۲ ] |         |

### ۱۳۷۰–۱۳۵۸: بالاترین سطح فوتبال ایران

استقلال قهرمان جام باشگاه‌های تهران ۱۳۷۰

| دوره | سال برگزاری | قهرمان                                                                  | دوم                                                                     | سوم                                                                     | بهترین گل‌زن                                                             | بهترین گل‌زن                                                             | منبع   | توضیحات |
| دوره | سال برگزاری | قهرمان                                                                  | دوم                                                                     | سوم                                                                     | نام                                                                     | تعداد گل                                                                | منبع   | توضیحات |
| ---- | ----------- | ----------------------------------------------------------------------- | ----------------------------------------------------------------------- | ----------------------------------------------------------------------- | ----------------------------------------------------------------------- | ----------------------------------------------------------------------- | ------ | ------- |
|      | ۱۳۵۸        | به علت هجوم تماشاگران به بازی دوستانه استقلال پرسپولیس نیمه‌کاره رها شد. | به علت هجوم تماشاگران به بازی دوستانه استقلال پرسپولیس نیمه‌کاره رها شد. | به علت هجوم تماشاگران به بازی دوستانه استقلال پرسپولیس نیمه‌کاره رها شد. | به علت هجوم تماشاگران به بازی دوستانه استقلال پرسپولیس نیمه‌کاره رها شد. | به علت هجوم تماشاگران به بازی دوستانه استقلال پرسپولیس نیمه‌کاره رها شد. | [ ۲۳ ] |         |
|      | ۱۳۵۹        | مسابقات به علت جنگ ایران و عراق نیمه کاره رها شد.                       | مسابقات به علت جنگ ایران و عراق نیمه کاره رها شد.                       | مسابقات به علت جنگ ایران و عراق نیمه کاره رها شد.                       | مسابقات به علت جنگ ایران و عراق نیمه کاره رها شد.                       | مسابقات به علت جنگ ایران و عراق نیمه کاره رها شد.                       |        |         |
|      | ۱۳۶۰        | هما                                                                     | پرسپولیس                                                                | بانک ملی                                                                | ناصر محمدخانی (بانک ملی)                                                | ۱۱                                                                      | [ ۲۴ ] |         |
|      | ۱۳۶۱        | پرسپولیس                                                                | استقلال                                                                 | اکباتان                                                                 | علی پروین (پرسپولیس)                                                    | ۱۵                                                                      | [ ۲۵ ] |         |
|      | ۱۳۶۲        | استقلال                                                                 | پرسپولیس                                                                | بانک ملی                                                                | حمید علیدوستی (هما) ناصر محمدخانی (پرسپولیس)                            | ۱۳                                                                      | [ ۲۵ ] |         |
|      | ۱۳۶۳        | به علت هجوم تماشاگران بازی پاس و پرسپولیس نیمه کاره رها شد.             | به علت هجوم تماشاگران بازی پاس و پرسپولیس نیمه کاره رها شد.             | به علت هجوم تماشاگران بازی پاس و پرسپولیس نیمه کاره رها شد.             | به علت هجوم تماشاگران بازی پاس و پرسپولیس نیمه کاره رها شد.             | به علت هجوم تماشاگران بازی پاس و پرسپولیس نیمه کاره رها شد.             |        |         |
|      | ۱۳۶۴        | استقلال                                                                 | شاهین                                                                   | هما                                                                     | کریم باوی (شاهین)                                                       | ۹                                                                       | [ ۲ ]  |         |
|      | ۱۳۶۵        | پرسپولیس                                                                | شاهین                                                                   | استقلال                                                                 | فرشاد پیوس (پرسپولیس)                                                   | ۷                                                                       | [ ۲ ]  |         |
|      | ۱۳۶۶        | پرسپولیس                                                                | دارایی                                                                  | استقلال                                                                 | فرشاد پیوس (پرسپولیس)                                                   | ۱۳                                                                      | [ ۲ ]  |         |
|      | ۱۳۶۷        | پرسپولیس                                                                | دارایی                                                                  | استقلال                                                                 | فرشاد پیوس (پرسپولیس)                                                   | ۱۳                                                                      | [ ۲۶ ] |         |
|      | ۱۳۶۸        | پرسپولیس                                                                | استقلال                                                                 | پاس                                                                     | علی‌اصغر مدیرروستا (پاس)                                                 | ۱۴                                                                      | [ ۲ ]  |         |
|      | ۱۳۶۹        | پرسپولیس                                                                | استقلال                                                                 | پاس                                                                     | فرشاد پیوس (پرسپولیس)                                                   | ۱۶                                                                      | [ ۲ ]  |         |
|      | ۱۳۷۰        | استقلال                                                                 | پرسپولیس                                                                | پاس                                                                     | فرشاد پیوس (پرسپولیس)                                                   | ۱۶                                                                      | [ ۲۷ ] |         |

### ۱۳۷۹–۱۳۷۱: زیرگروه جام آزادگان
| دوره | سال برگزاری | قهرمان      | دوم        | سوم         | بهترین گل‌زن                       | بهترین گل‌زن | منبع   | توضیحات |  |
| دوره | سال برگزاری | قهرمان      | دوم        | سوم         | نام                               | تعداد گل    | منبع   | توضیحات |  |
| ---- | ----------- | ----------- | ---------- | ----------- | --------------------------------- | ----------- | ------ | ------- |  |
|      | ۱۳۷۱        | سایپا       | گسترش      | بانک تجارت  | علی دایی (بانک تجارت)             | ۲۱          |        |         |  |
|      | ۱۳۷۲        | بانک تجارت  | آرارات     | بانک ملی    | علی دایی - بیژن طاهری(بانک تجارت) | ۱۲          | [ ۲۸ ] |         |  |
|      | ۱۳۷۳        | فتح         | راه‌آهن     | فجر سپاه    | حمیدرضا آباقی (بسیج)              |             |        |         |  |
|      | ۱۳۷۴        | مهمات‌سازی   | فتح        | بانک ملی    | لیث ناصری (بانک ملی)              | ۷           | [ ۲۹ ] |         |  |
|      | ۱۳۷۵        | هما         | فجر سپاه   | مقاومت      | مهدی فلامرزی (فتح)                | ۱۰          |        |         |  |
|      | ۱۳۷۶        | حمل و نقل   | پیمان      | نیروی زمینی |                                   |             |        |         |  |
|      | ۱۳۷۷        | صنایع دفاع  | برق        |             |                                   |             |        |         |  |
|      | ۱۳۷۸        | نیروی زمینی | وحدت       |             |                                   |             |        |         |  |
|      | ۱۳۷۹        | کشتیرانی    | بنیاد شهید |             |                                   |             |        |         |  |

### هم‌اکنون–۱۳۸۰: زیرگروه لیگ برتر
| دوره | سال برگزاری | قهرمان               | دوم                | سوم              | آقای گل                                                                           | آقای گل  | منبع          | توضیحات |
| دوره | سال برگزاری | قهرمان               | دوم                | سوم              | نام                                                                               | تعداد گل | منبع          | توضیحات |
| ---- | ----------- | -------------------- | ------------------ | ---------------- | --------------------------------------------------------------------------------- | -------- | ------------- | ------- |
|      | ۱۳۸۰        |                      |                    |                  |                                                                                   |          |               |         |
|      | ۱۳۸۱        |                      |                    |                  |                                                                                   |          |               |         |
|      | ۱۳۸۲        | درنا                 | فجر سپاه           | تلاش             |                                                                                   |          |               |         |
|      | ۱۳۸۳        | نفت                  | صنایع پارچین       | انتظام           |                                                                                   |          |               |         |
|      | ۱۳۸۴        |                      |                    |                  |                                                                                   |          |               |         |
|      | ۱۳۸۵        |                      |                    |                  |                                                                                   |          |               |         |
|      | ۱۳۸۶        |                      |                    |                  |                                                                                   |          |               |         |
|      | ۱۳۸۷        |                      |                    |                  |                                                                                   |          |               |         |
|      | ۱۳۸۸        |                      |                    |                  |                                                                                   |          |               |         |
|      | ۱۳۸۹        |                      |                    |                  |                                                                                   |          |               |         |
|      | ۱۳۹۰        | پرسپولیس ب           |                    |                  |                                                                                   |          | [ ۳۰ ]        |         |
|      | ۱۳۹۱        | شهرداری باغستان      | استقلال نوین       | پیمان مهر        |                                                                                   |          |               |         |
|      | ۱۳۹۲        | ایرانداد             | نیروی هوایی        | مترو             |                                                                                   |          |               |         |
|      | ۱۳۹۳        | کیمیا فرایند         | بهره‌برداری         | پارسه            |                                                                                   |          | [ ۳۱ ]        |         |
|      | ۱۳۹۴        | عقیدتی نزاجا         | پاراگ              | بهمن جوان        |                                                                                   |          | [ ۳۲ ] [ ۳۱ ] |         |
|      | ۱۳۹۵        | داماش تهران          | عقاب               | گل ابریشم        |                                                                                   |          | [ ۳۳ ] [ ۳۱ ] |         |
|      | ۱۳۹۶        | مقاومت               | آلتون              | شاهین سازه       |                                                                                   |          | [ ۳۴ ] [ ۳۵ ] |         |
|      | ۱۳۹۷        | عقاب                 | شاهین سازه         | سیتکو            |                                                                                   |          | [ ۳۶ ]        |         |
|      | ۱۳۹۸        | شاهین                | داماش پارسه        | آماد نزاجا       | محمد جعفری جوزانی (داماش پارسه)                                                   | ۳۹       | [ ۳۷ ]        |         |
|      | ۱۳۹۹        | پویا دیلم آریا کیا   | برنا راستین مهام   | منتخب شمیران     | رضا اصغرزاده (فولاد ماهان) ، شهریار آقایی (شهرداری قدس) ، علیرضا جعفری (مهر خلیج) | ۱۳       |               |         |
|      | ۱۴۰۰        | داماش پارسه          | پویا دیلم آریا کیا | آداک کیان پایتخت | مسعود کلاتی (پویا دیلم آریا کیا)                                                  | ۲۱       |               |         |
|      | ۱۴۰۱        | آداک کیان پایتخت     | ماهور              | برنا راستین مهام | شهرام انصاف (آداک کیان پایتخت)                                                    | ۱۹       |               |         |
|      | ۱۴۰۲        | ستارگان شاهین دهداری | آماد نزاجا         | رعد پدافند       | محمد جعفری جوزانی(فولاد آراد جنوب)                                                | ۲۲       |               |         |
|      |             |                      |                    |                  |                                                                                   |          |               |         |
|      |             |                      |                    |                  |                                                                                   |          |               |         |
|      |             |                      |                    |                  |                                                                                   |          |               |         |
|      |             |                      |                    |                  |                                                                                   |          |               |         |
|      |             |                      |                    |                  |                                                                                   |          |               |         |
|      |             |                      |                    |                  |                                                                                   |          |               |         |
|      |             |                      |                    |                  |                                                                                   |          |               |         |

## آمار

### قهرمانی بر پایه باشگاه‌ها
| نام        | تعداد قهرمانی‌ها | فصل‌های قهرمانی                                                                        |
| ---------- | --------------- | ------------------------------------------------------------------------------------- |
| استقلال    | ۱۳              | ۱۳۲۸، ۱۳۳۱، ۱۳۳۵، ۱۳۳۶، ۱۳۳۸، ۴۰–۱۳۳۹، ۱۳۴۱، ۴۸–۱۳۴۷، ۵۰–۱۳۴۹، ۱۳۵۱، ۱۳۶۲، ۱۳۶۴، ۱۳۷۰ |
| دارایی     | ۷               | ۲۱–۱۳۲۰، ۱۳۲۱، ۱۳۲۶، ۱۳۲۷، ۴۱–۱۳۴۰، ۱۳۴۶، ۱۳۵۳                                        |
| پرسپولیس   | ۶               | ۱۳۶۱، ۱۳۶۵، ۱۳۶۶، ۱۳۶۷، ۱۳۶۸، ۱۳۶۹                                                    |
| طوفان      | ۵               | ۱۳۱۳، ۱۳۱۴، ۱۳۱۷، ۱۳۲۲-۲۳، ۱۳۲۴-۲۵                                                    |
| شاهین      | ۴               | ۱۳۳۰، ۱۳۴۴، ۱۳۵۴، ۱۳۹۸                                                                |
| تیم ایران  | ۳               | ۱۳۰۵، ۱۳۰۶، ۱۳۰۷                                                                      |
| تدین       | ۳               | ۱۳۱۰، ۱۳۱۱، ۱۳۱۲                                                                      |
| سرباز      | ۳               | ۱۳۱۸، ۱۳۱۹، ۱۳۲۵                                                                      |
| هما        | ۳               | ۱۳۵۲، ۱۳۶۰، ۱۳۷۵                                                                      |
| کلوپ تهران | ۲               | ۱۳۰۴، ۱۳۱۶                                                                            |
| نادر       | ۱               | ۱۳۳۲                                                                                  |
| شعاع       | ۱               | ۱۳۳۳                                                                                  |
| پاس        | ۱               | ۴۵–۱۳۴۴                                                                               |
| پیکان      | ۱               | ۱۳۴۸                                                                                  |
| آکام       | ۱               | ۱۳۵۷                                                                                  |
|            |                 |                                                                                       |
|            |                 |                                                                                       |
|            |                 |                                                                                       |
|            |                 |                                                                                       |
|            |                 |                                                                                       |
|            |                 |                                                                                       |
|            |                 |                                                                                       |
|            |                 |                                                                                       |
|            |                 |                                                                                       |
|            |                 |                                                                                       |

برترین گلزنان